# Żegocina (gemeente)
De gemeente Żegocina is een landgemeente in het Poolse woiwodschap Klein-Polen, in powiat Bocheński.
De zetel van de gemeente is in Żegocina.
Op 30 juni 2004 telde de gemeente 4865 inwoners.

## Oppervlakte gegevens
In 2002 bedroeg de totale oppervlakte van gemeente Żegocina 35,23 km², waarvan:
- agrarisch gebied: 61%
- bossen: 31%

De gemeente beslaat 5,58% van de totale oppervlakte van de powiat.

## Demografie
Stand op 30 juni 2004:
| Omschrijving                   | Totaal | Totaal | Vrouwen | Vrouwen | Mannen | Mannen |
| ------------------------------ | ------ | ------ | ------- | ------- | ------ | ------ |
| eenheid                        | aantal | %      | aantal  | %       | aantal | %      |
| inwoners                       | 4865   | 100    | 2428    | 49,9    | 2437   | 50,1   |
| bevolkingsdichtheid (inw./km²) | 138,1  | 138,1  | 68,9    | 68,9    | 69,2   | 69,2   |

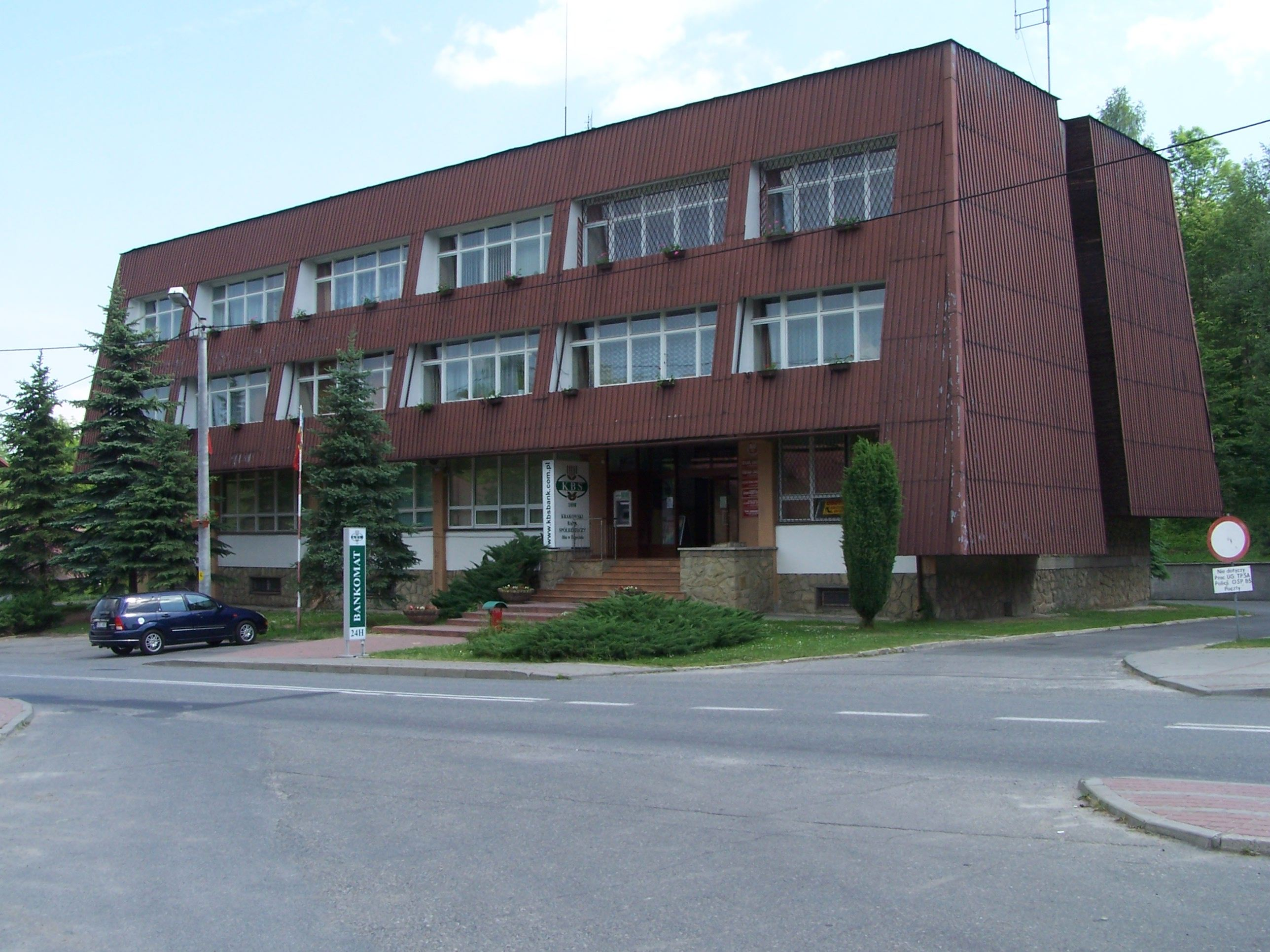
gemeentehuis

In 2002 bedroeg het gemiddelde inkomen per inwoner 1699,93 zł.

## Aangrenzende gemeenten
Laskowa, Lipnica Murowana, Nowy Wiśnicz, Trzciana